# Mosese Qionibaravi
Mosese Qionibaravi, né en septembre 1938 et mort à Sydney le 22 septembre 1987, , est un homme politique fidjien.

## Biographie
Ayant obtenu un diplôme de Master en études commerciales à l'université d'Auckland, il est employé à partir de 1965 par le ministère fidjien de l'Économie. À l'indépendance des Fidji en 1970, son épouse Anaseini Qionibaravi (en) est nommé sénatrice. Mosese Qionibaravi la suit en politique : à l'occasion d'une élection partielle en décembre 1973 provoquée par la mort du député Edward Cakobau, il est élu à la Chambre des représentants, sous les couleurs du parti de l'Alliance,.
En 1977 il est élu président de la Chambre des représentants, succédant à Sir Vijay R. Singh qui a perdu son siège de député. Il exerce cette fonction jusqu'en 1982, lorsque le Premier ministre Ratu Sir Kamisese Mara le nomme ministre des Affaires étrangères et du Tourisme. Cette nomination accompagne la création d'un ministère des Affaires étrangères dédié ; précédemment, la responsabilité des affaires étrangères relevait du bureau du Premier ministre. En 1983, il préside le Conseil des ministres de l'organisation des pays d'Afrique, Caraïbes et Pacifique et mène efficacement les négociations avec la Communauté économique européenne concernant l'accès du sucre des pays ACP au marché européen. En décembre 1983 il devient ministre des Finances. L'économie des Fidji est en récession, et Qionibaravi est contraint de présenter un budget d'austérité, gelant les salaires et réduisant les emplois dans le service public,,,,.
En février 1985, Kamisese Mara le nomme vice-Premier ministre, tout en le maintenant aux Finances. Il est alors l'un des deux vice-Premiers ministres, aux côtés de Ratu David Toganivalu, le ministre des Affaires autochtones. Il est perçu comme un potentiel prochain chef du parti de l'Alliance et donc potentiel prochain Premier ministre. Il conserve son siège de député aux élections législatives de 1987, mais le parti de l'Alliance perd le scrutin et Mosese Qionibaravi siège donc sur les bancs de l'opposition, jusqu'au coup d'État militaire en mai. Il meurt à Sydney d'une maladie du foie en septembre 1987, à l'âge de 49 ans,.